# Cirrhilabrus sanguineus
Cirrhilabrus sanguineus là một loài cá biển thuộc chi Cirrhilabrus trong họ Cá bàng chài. Loài này được mô tả lần đầu tiên vào năm 1987.

## Từ nguyên
Tính từ định danh sanguineus trong tiếng Latinh có nghĩa là "đẫm máu", hàm ý đề cập đến vệt đốm màu đỏ tía trên cơ thể cá đực.

## Phạm vi phân bố và môi trường sống
C. sanguineus là một loài đặc hữu của quốc đảo Mauritius, nhưng nhiều khả năng có thể mở rộng phạm vi đến Réunion. C. sanguineus sinh sống gần các rạn san hô trên nền đá vụn ở độ sâu khoảng 42–90 m.

## Mô tả
Chiều dài lớn nhất được ghi nhận ở C. sanguineus là 9 cm. Mống mắt màu cam tươi ở cả hai giới.
Đầu của cá đực có màu đỏ cam; vùng dưới đầu phớt hồng. Thân màu hồng nhạt. Phần thân trước có một dải màu xanh lục xám ở ngay sau đầu, theo sau là một dải màu vàng, và cuối cùng là một vệt màu đỏ tía không có hình dạng nhất định. Vây lưng màu vàng cam, trong suốt dần về phía sau với một hàng đốm màu xanh lam ở vây sau ánh kim; viền ở rìa vây lưng có màu xanh lam ánh kim, viền xanh óng ở rìa. Vây hậu môn màu hồng khá nhạt, cũng có viền xanh ở rìa. Vây đuôi hình mũi giáo, màu hồng trong suốt với một đường sọc xanh lam hình chữ V ngay giữa vây. Vây bụng màu hồng phấn, có viền xanh óng. Vây ngực màu trong suốt.
Cá đực mùa giao phối xuất hiện các dải màu tím hoa cà trên đầu. Vùng đầu vẫn giữ màu đỏ cam, thân chuyển sang màu trắng hồng. Dải màu lục xám sau đầu sẫm đen, còn dải vàng phía sau thì biến mất. Vệt đỏ tía trở nên đậm màu hơn. Các sọc đốm màu xanh lam trên các vây chuyển sang màu ánh kim. Vây đuôi màu hồng tím. Vây bụng chuyển thành màu vàng cam.
Cá cái có màu hồng cam, sẫm cam hơn ở đầu. Vây lưng màu vàng trong suốt, lốm đốm các chấm xanh mờ. Vây đuôi cũng có sọc chữ V như cá đực nhưng cũng khá mờ. Các vây còn lại trong suốt không màu.
Số gai ở vây lưng: 11; Số tia vây ở vây lưng: 9; Số gai ở vây hậu môn: 3; Số tia vây ở vây hậu môn: 9; Số tia vây ở vây ngực: 14–15; Số gai ở vây bụng: 1; Số tia vây ở vây bụng: 5.

## Phân loại học
C. sanguineus thuộc nhóm phức hợp loài Cirrhilabrus jordani cùng với những loài khác là Cirrhilabrus shutmani, Cirrhilabrus earlei, Cirrhilabrus lanceolatus, Cirrhilabrus roseafascia, Cirrhilabrus rubrisquamis, Cirrhilabrus blatteus, Cirrhilabrus wakanda và Cirrhilabrus claire.

## Sinh thái học
Thức ăn của C. sanguineus là các loài động vật phù du.

## Thương mại
C. sanguineus rất ít được đánh bắt trong ngành buôn bán cá cảnh, có lẽ vì chúng sống ở vùng nước sâu, và nếu có sẵn thì loài cá này được bán với giá 100 USD một con tại Hoa Kỳ.